# Hoya subquintuplinervis
Hoya subquintuplinervis är en oleanderväxtart som beskrevs av Friedrich Anton Wilhelm Miquel. Hoya subquintuplinervis ingår i släktet Hoya och familjen oleanderväxter. Inga underarter finns listade i Catalogue of Life.